# Nhiễm độc naphthalene
Nhiễm độc naphthalene là một dạng ngộ độc xảy ra khi ăn phải naphthalene. Ngộ độc nặng có thể dẫn đến thiếu máu tán huyết.     Naphthalene được Rossbach giới thiệu vào năm 1841 như một chất khử trùng để chống lại bệnh thương hàn. Mặc dù naphtalene được sử dụng rộng rãi trong công nghiệp, nhưng chỉ có 9 trường hợp ngộ độc được báo cáo kể từ năm 1947, do đó, tình trạng này chỉ được phổ biến giới hạn trong các tạp chí y khoa.